# 長崎県信用漁業協同組合連合会
長崎県信用漁業協同組合連合会（ながさきけんしんようぎょぎょうきょうどうくみあいれんごうかい）は、長崎県長崎市に本所を置いていた、長崎県内の漁業協同組合の信用事業を統括する県域漁協系金融機関であり、県内漁業協同組合を会員とする。通称は「JF長崎しんぎょれん」。統一金融機関コードは9491。主に法人顧客を中心としており、個人取引は殆どない。

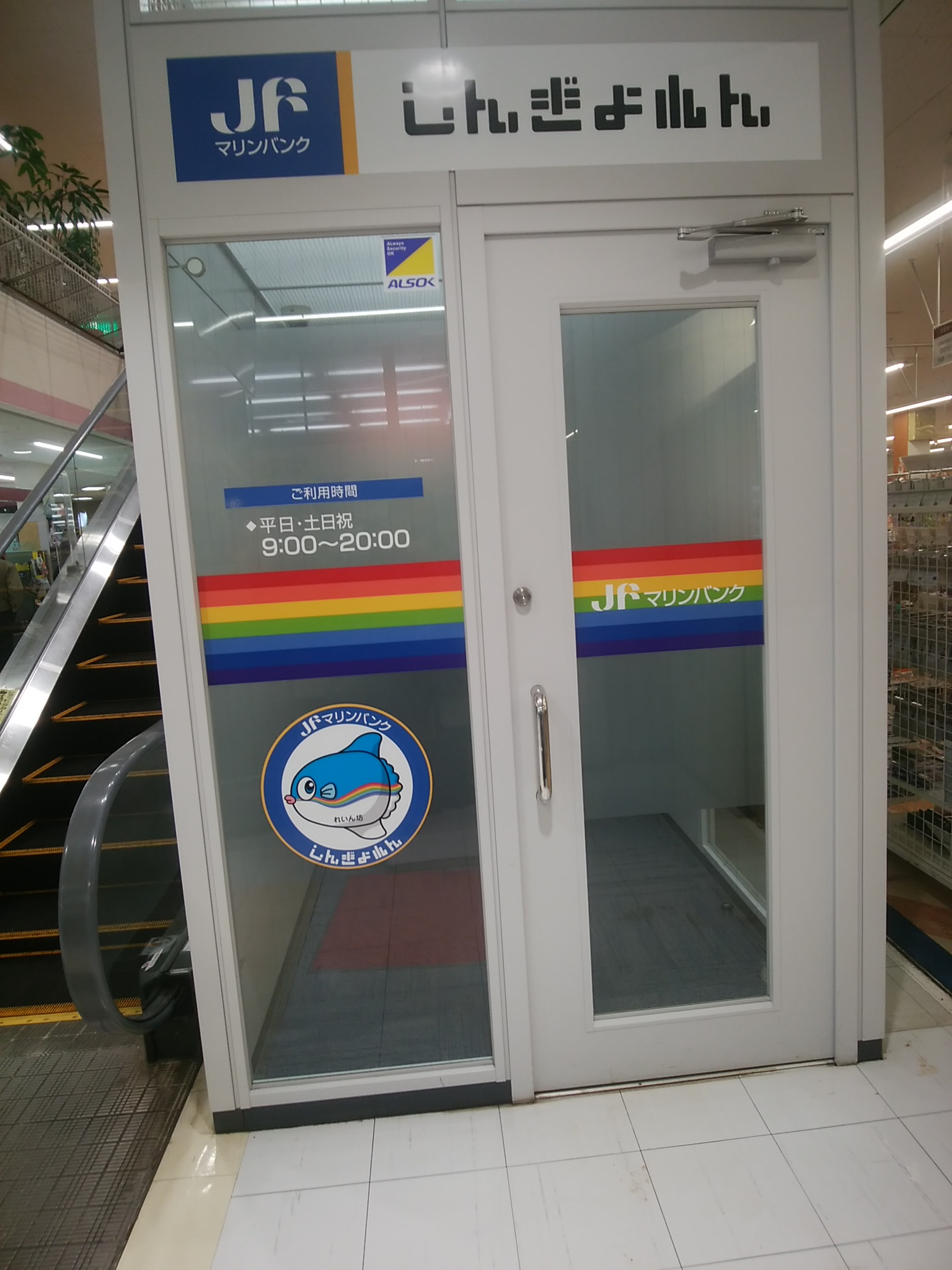
長崎県信漁連のATM・壱岐イオンにて撮影

## 沿革
- 1949年10月 - 設立。
- 2021年4月 - 本会とともに九州各地の信漁連が統合され、九州信用漁業協同組合連合会となり、消滅。

## 店舗所在地
※：括弧内は店舗コード。
- 本店（旧・本所）（001）/長崎県長崎市五島町2-27 長崎県漁協会館2階
- 五島支店（旧・支所）（002）/長崎県南松浦郡新上五島町奈良尾郷235-11
- 県北支店
- 壱岐支店
- 対馬支店
- 上対馬出張所→対馬支店 北部センター/長崎県対馬市上対馬町西泊206